# Archaeomylodon sampedrinensis
Archaeomylodon sampedrinensis és una espècie extinta de mamífer pilós de la família dels milodòntids que visqué a Sud-amèrica durant el Plistocè mitjà, fa més de 700.000 anys. Se n'han trobat restes fòssils a la província argentina de Buenos Aires. Es tracta de l'única espècie del gènere Archaeomylodon. És un dels milodòntids més grossos que es coneixen, atès que la mida del seu crani només és superada per alguns espècimens de Lestodon armatus. El nom genèric Archaeomylodon significa ‘Mylodon antic’, mentre que el nom específic sampedrinensis significa ‘de San Pedro’ i es refereix a la localitat tipus.